# Nipholophia chujoi
Nipholophia chujoi là một loài bọ cánh cứng trong họ Cerambycidae.